# Укоп оца
Укоп оца је роман из 2002. године, српског књижевника Младена Маркова. Добитник је НИН-ове награде за најбољи роман године.

## О писцу
Младен Марков (1934- 2015) рођен у банатском селу Самошу, био је дугогодишњи новинар Радио-Београда и књижевник, добитник најугледнијих домаћих признања за прозно стваралаштво - Нинове и Андрићеве награде.

## О књизи
Укоп у роману се јавља као основни тематски предложак, који се стално одлаже, и до краја романа не реализује. Аутор ставља у први план уништавање породице, однос оца и сина виђен у оквирима драматичних збивања током 20. века на овим просторима, питање двојника и отуђења, судбину уметника у смутним временима, питање идентитета, па и смисла трајања јунака у роману.

## Радња
Главни јунак романа је интелектуалац, конформиста чији је брат на косметском ратишту. Породица никако не успева да се окупи и сахрани оца. Ратне су године. Влада опште лудило и пометња. У таквом времену живе јунаци младена Маркова. Једни покушавају да одбране достојанство, други да сачувају главе.

## Награде
- Младен Марков је за роман Укоп оца добио НИН-ову награду за роман године (2002).[3]